# Alfred Deakin
Alfred Deakin (3 de agosto de 1856 – 7 de outubro de 1919) foi um político australiano que serviu como segundo primeiro-ministro da Austrália. Ele foi um líder do movimento pela Federação, que ocorreu em 1901, e foi um dos principais autores da constituição australiana. Durante os seus três mandatos como primeiro-ministro na década subsequente (1903-1904, 1905-1908, 1909-1910), ele desempenhou um papel fundamental no estabelecimento de instituições nacionais.